# Bayfield (Île-du-Prince-Édouard)
Pour les articles homonymes, voir Bayfield.
 (mai 2023).
Si vous disposez d'ouvrages ou d'articles de référence ou si vous connaissez des sites web de qualité traitant du thème abordé ici, merci de compléter l'article en donnant les références utiles à sa vérifiabilité et en les liant à la section « Notes et références ».
Bayfield est une communauté du Canada située dans le comté de Kings, sur l'Île-du-Prince-Édouard, au nord-est de Souris.